# Tercera Avenida Noroeste
La Tercera Avenida Noroeste, o simplemente como la 3ª Avenida, es una pequeña avenida de sentido norte y sur que se localiza en ciudad de Managua, Nicaragua.

## Trazado
La Tercera Avenida Suroeste inicia desde la intersección con la 10.ª Calle Suroeste. La avenida atraviesa el Residencial Bolonia de norte a sur, pasando por las intersecciones de la  8ª Calle Suroeste y la 9ª Calle Suroeste hasta llegar a su fin en la  Calle 27 de Mayo. La avenida, está compuesta simplemente por 3 cuadras dentro del Residencial Bolonia.

## Barrios que atraviesa
La avenida por ser muy corta, de tan sólo tres cuadras, atraviesa el Colonial Bolonia. 